# Maria de Borgonha, Duquesa de Saboia
Maria de Borgonha (em francês:  Marie de Bourgogne; Dijon, setembro de 1386 – Castelo de Thonon-les-Bains, 2 ou 8 de outubro de 1422) foi uma nobre francesa. Ela foi condessa, e, após a ascensão do marido, Amadeu VIII, tornou-se a primeira duquesa de Saboia. Anos após a morte de Maria, o duque de Saboia governou como o Antipapa Félix V, de 1439 a 1449.

## Família
Maria foi a quarta filha e sétima criança nascida do duque Filipe II da Borgonha, conhecido como "o Audaz", e da condessa Margarida III da Flandres.
Os seus avós paternos eram o rei João II de França e Bona de Luxemburgo. Os seus avós maternos eram Luís II de Flandres e Margarida de Brabante.
Ela teve oito irmãos, entre eles: João, Duque da Borgonha, conhecido como "João, Sem Medo", casado com Margarida da Baviera, e responsável pelo assassinato de Luís de Valois, Duque de Orleães, irmão do rei Carlos VI de França, o que resultou na Guerra civil dos Armagnacs e Borguinhões; Margarida, esposa de Guilherme II da Baviera; Catarina, esposa de Leopoldo IV, Duque da Áustria; Antônio, Duque de Brabante, que foi primeiro casado com nt-Pol e depois com Isabel, Duquesa de Luxemburgo; Filipe II, Conde de Nevers e Rethel, que primeiro foi casado com Isabel de Coucy e depois com Bona de Artésia, como seu primeiro marido, etc.

## Biografia
Desde que Maria nasceu, o seu pai, o duque Filipe II, tinha a intenção de casá-la com Amadeu VIII, filho do conde Amadeu VII de Saboia e de Bona de Berry, com o objetivo de aproximar os dois principados vizinhos. Após a morte de Amadeu VII em 1391, houve um conflito pelas rédeas do governo entre a avó do novo conde, Bona de Bourbon, e a mãe dele, Bona de Berry. Assim, Filipe II também interveio na resolução da questão da regência do jovem conde Amadeu, considerando este último como seu genro.
O contrato de casamento foi assinado no ano de nascimento de Maria, em 1386, no dia 11 de novembro, na atual cidade neerlandesa de Sluis, na província da Zelândia, quando a bebê tinha apenas dois meses de idade, e Amadeu, 3 anos. Eles se casaram por procuração em 30 de outubro de 1393,) no dia de São Miguel, em Chalon-sur-Saône, na Borgonha, quando a noiva tinha apenas 7 anos, e o noivo tinha 10. A cerimônia oficial de casamento aconteceu pessoalmente, contudo, apenas em maio de 1401, na comuna de Arras, quando Maria contava com 14 anos de idade, e Amadeu, 17. Contudo, Maria a penas chegou em Saboia quando tinha 17 anos, em setembro de 1403.

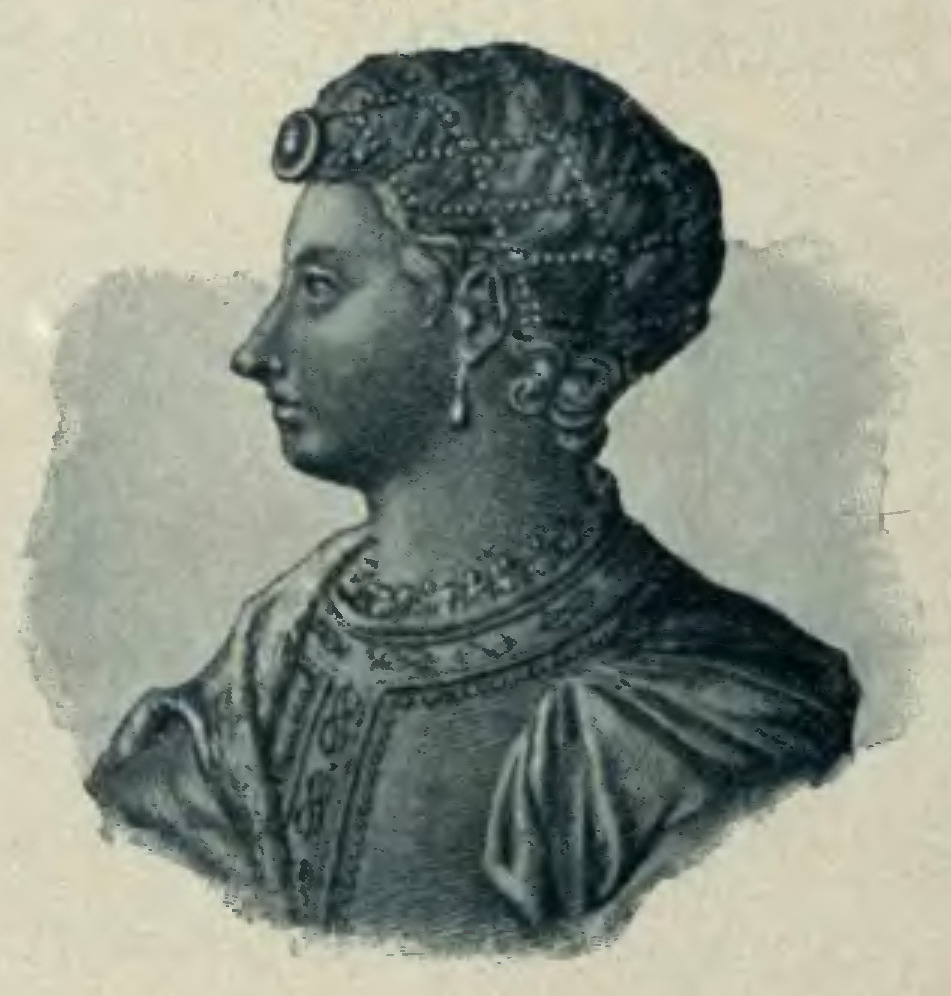
A duquesa num imagem retirada do livro "Le donne di casa Savoia", publicado em 1903, por Gemma Giovannini.

O dote acordado foi de 100.000 francos dourados, os quais seriam pagos em quatro parcelas. Porém, apenas em 1434, 48 anos depois do noivado, o valor integral foi pago. Além do dinheiro em espécie, o dote incluía 1 coroa nupcial, mais de 10 casacos forrados de arminho, 1 cruz de prata, e mais de 6 tapeçarias preciosas, totalizando o valor estimado do enxoval em 13.364 francos.
No ano de 1416, Amadeu VIII teve sua posição de conde elevada à de duque pelo imperador Sigismundo do Sacro Império Romano-Germânico. Assim, Maria tornou-se a primeira duquesa de Saboia.
Maria, manteve instalado, por um tempo, um pombal no Castelo de Ripaille, em Thonon-les-Bains, que atraiu vários animais, entre eles, mais de 10 pombas, cervos e ovelhas, e, inclusive um guepardo. 
A duquesa recebeu uma ótima educação do avô, o rei João II de França, que lhe ensinou falcoaria. Maria aparece nos selos de Saboia à cavalo, segurando um falcão. Ela também era interessada em música, e sabia tocar o órgão. O duque de Saboia, um homem conhecido por sua religiosidade, costumava levar vários cantores e músicos para a capela da corte.
Maria e Amadeu tiveram nove filhos juntos, cinco meninos e quatro meninas.
A duquesa de Saboia faleceu no dia 2 ou 8 de outubro de 1422, aos 36 anos de idade, e foi enterrada na Abadia de Hautecombe, local de enterro de outros membros da família da Casa de Saboia.
Amadeu VIII reivindicou o Papado de 1439 a 1449 com o nome de Félix V, em oposição aos papas Eugênio IV e Nicolau V, sendo, por isso, considerado um antipapa. Ele não se casou novamente, e faleceu em 7 de janeiro de 1451, aos 67 anos.

## Descendência
- Margarida de Saboia (13 de maio de 1405 – 1418);
- Antônio de Saboia (1407 – antes de 12 de dezembro de 1407);
- Antônio de Saboia (1408 – após 10 de outubro de 1408);
- Maria de Saboia (final de janeiro de 1411 – 22 de fevereiro de 1479), foi a segunda esposa do duque de Milão, Filipe Maria Visconti, após o mesmo ter orquestrado a execução da primeira esposa, Beatriz Lascaris de Tenda, sob acusações falsas de adultério. Não teve descendência, mas foi madrasta da filha ilegítima do duque, Bianca Maria Visconti, esposa de Francisco I Sforza, fruto de seu relacionamento com a amante, Inês del Maino. Após a morte de Filipe, em 1447, Maria virou freira em Turim;[9]
- Amadeu de Saboia (26 de março de 1412 – 17 de agosto de 1431), foi príncipe do Piemonte a partir de 1424, além de príncipe titular de Acaia. Ficou noivo de Ana de Lusinhão, mas morreu antes do casamento, e ela se casou com o irmão dele;[9]
- Luís, Duque de Saboia (24 de fevereiro de 1413 – 29 de janeiro de 1465), sucessor do pai após a sua abdicação, em 1434. Foi casado com Ana de Lusinhão, com quem teve dezenove filhos, inclusive Amadeu IX, Duque de Saboia, seu sucessor, Luís do Chipre, que, através de seu segundo casamento foi jure uxoris rei do Chipre, e Carlota, consorte do rei Luís XI de França;[9]
- Bona de Saboia (setembro de 1415 – 25 de setembro de 1430), não se casou e nem teve filhos;
- Margarida de Saboia (7 de agosto de 1420 – 30 de setembro de 1479), deteve vários títulos através de seus três casamentos. Primeiro foi esposa de Luís III, Duque de Anjou, e após a sua morte, casou-se com o eleitor Luís IV do Palatinado, com quem teve um filho, Filipe, Eleitor Palatino. Por fim, foi casada com o conde Ulrico V de Württemberg, com quem teve três filhas;
- Filipe de Saboia (1417 – 3 de março de 1444), foi conde de Genebra e barão de Faucigny, pelo testamento do pai datado de 6 de dezembro de 1439. Não se casou e nem teve filhos;[9]